# MARIO SPORTS MIX
『MARIO SPORTS MIX』（マリオ スポーツ ミックス）は、任天堂から2010年11月25日に発売されたWii用ゲームソフトである。スクウェア・エニックスと共同で開発。アメリカでは2011年2月7日、ヨーロッパでは2011年1月28日に発売。

## 概要
マリオシリーズに登場するメインキャラクター達が、さまざまなコートにおいて4種類（ドッジボール、バレーボール、バスケットボール、ホッケー）のスポーツを2on2または3on3で対決。スペシャルショット（必殺技）やアイテムの使用によるバラエティ色の強いスポーツゲームや、前述4種のスポーツをベースとしたパーティーゲームが楽しめる。
ニンテンドーWi-Fiコネクションにより2台のWii同士（各台2名まで参加可能）でのネットワーク対戦が可能。
任天堂とスクウェア・エニックスの共同開発によるコラボレーション・スポーツゲームとしては、ニンテンドーDS版『マリオバスケ 3on3』に続いて2作目となり、前作にて登場した『ファイナルファンタジーシリーズ』からのゲストキャラクターである、ニンジャ、シロマ、クロマ、モーグリ、サボテンダーが再び登場する。さらに『ドラゴンクエストシリーズ』からもスライムがマリオシリーズ初登場となり、『いただきストリートDS』から3年振りの共演となる。

## ストーリー
ある日のこと、キノコタウンに突然隕石と見られる物体が落下してきた。その様子を見ていたキノピオ達が落下地点へと近づいてみると、クレーターの中央に虹色に輝くクリスタルが。するとキノピオ達が見ている最中でそのクリスタルは4つの小さなクリスタルに分裂したのだ。手にとってよく見てみれば、クリスタルの中にバスケットボールをはじめとする4つのスポーツに使われるボールのようなものが入っている。
そしてクリスタルを持っているキノピオ達の一人がひらめいた。これら4つのスポーツ大会を開催しようということを。そのことはたちまちマリオたちに伝わり、スポーツ大会が開かれることになったのだ。だがこのクリスタルにはとある秘密が……

## 収録されているスポーツ
ドッジボール
体力制となっており、当てられる毎に減っていく体力が0になるとアウトとなる。外野固定キャラクターとして赤ヨッシー及び青ヨッシーがチームに入る。スペシャルアタックやボムへいを除き、一度に複数の人がボールに当たった場合は最後に当たった人だけが当たったものとみなされる。コインをとると、ボールの威力がアップする。
バレーボール
基本のルールは15点先取制。コインをとると、相手のミス以外での得点時にとった数がそのまま加算される。スパイク等がコースの障害物に当たった場合は、相手側にブロックされたものとみなす。
バスケットボール
『マリオバスケ 3on3』から大幅にシステムが変わっており、コートにもよるが同作品ほどの得点のインフレーションは起こらない。コインをとると、得点時にとった数がそのまま加算されるのは同じ。ボムへい以外の投げるアイテムをシュート時に使用すると、必ずゴールに向かっていく。
ホッケー
コインをパックとして扱う。マリオスタジアムではアイススケート、それ以外のコートではインラインスケートを履いての移動となる。キーパー役として赤ヘイホー及び青ヘイホーがチームに入る。コインをとると、得点時にとった数がそのまま加算される。マリオスタジアムではコートがチェンジされても真ん中のＭの文字が反対にならない（コートがチェンジされていない）。
ミックススポーツ
全ゲームのスターカップをクリアし、VSベヒーモス戦をクリアすると出現。トーナメントのみのモードで、試合毎に4種目からランダムで種目が選出される。

## モード
エキシビジョン
任意のコート、チームでの対戦が可能で、プレイヤーは最大4人まで参加可能。ピリオドやプレイ時間などの設定も変更できる。
トーナメント
任意のキャラクターでチームを組んでトーナメントを勝ち進んでいく。最大3人まで参加可能。トーナメント制覇後、同じトーナメントに挑戦し、条件を満たすと隠しルートが現れ、挑戦をすると、寄り道をしつつ変則的な対戦をこなしていくことになる。スターカップを制覇するとコンピュータプレイヤーの思考能力が上がったハードモードに挑戦できる。
あそびかた
ゲームの簡単なルールや操作方法をムービーで学習できる。

## 操作キャラクター
※は隠しキャラクターを、かっこ内は別ウェア、別カラーを示す
- マリオ
- ルイージ
- ピーチ（※テニスウェア）
- デイジー（※テニスウェア）
- クッパ
- クッパJr.
- ワリオ
- ワルイージ
- ヨッシー（※みずいろヨッシー、※ピンクヨッシー、※きいろヨッシー）
- キノピオ（※あおキノピオ、※きいろキノピオ、※みどりキノピオ）
- ドンキーコング
- ディディーコング
- ※ニンジャ（※ダークホワイト）
- ※シロマ（※ピュアホワイト）
- ※クロマ（※マジックレッド）
- ※モーグリ
- ※サボテンダー
- ※スライム（※メタルスライム、※スライムベス）
- Mii

## ステージ
※（）内はプレイできる種目
マリオスタジアム（全種目）
大型のスポーツスタジアム。ギミックが一切出現しない標準的なステージ。ホッケーではコート上にスケートリンクが出現する。
ノコノコビーチ（全種目）
真夏の砂浜のステージ。時折アイテムのミドリこうらやコインが流れ着いてくる。アイテムパネルが出現しない。
ピーチキャッスル（全種目）
ピーチ城の庭園のステージ。噴水がコート上に設置されており、ボールを防いだりする。ドッジボールでは噴水がライン代わりになる。噴水が出ていない場合は内野がチーム共用になり、内部で自由に動けるようになる。再び噴水が噴き出て二分された場合、敵チーム同士が混在することになったとしても、もう一方の側には入ることができない。ホッケーではヘイホーが出現しない。
DKクルーズ（バスケットボール、ドッジボール、バレーボール）
ジャングルにある巨大なイカダのステージ。イカダは動くことがあり、ゲームに影響を及ぼす。ドッジボールでは選手が落ちると一発でアウトとなり、ボールが落ちた場合はジャンプボールになる。バレーボールでは選手は落ちても問題ないが、ボールが落ちた場合はアウトとみなされる。バスケットボールでは選手が落ちた場合は相手側のボールになり、ボールが落ちた場合はファウルとみなされ、相手側のボールになる。
キノピオパーク（ホッケー、ドッジボール）
サーキットに囲まれたステージ。周囲ではキノピオ達がカートに乗り込み、ミニターボを駆使しつつレースに興じている。コート上にはパイロンが設置されており、ボールを防ぐ。ホッケーではヘイホーが出現しない。
ルイージマンション（バスケットボール、バレーボール）
お化けのでるマンションのステージ。よく停電が起こり、視界が悪くなる。バスケットボールでは視界が悪くなっている間は通常シュートの成功率が下がる。時折現れるオバケはお邪魔キャラではなく、コンビネーションプレイを助けてくれる。
デイジーガーデン（バスケットボール、ドッジボール、ホッケー、※バレーボール）
巨大な温室のステージ。ボスパックンがコート上に常駐しており、動きが鈍くなるチョコレート色の泥を吐いて妨害してくる。バスケットボールではボスパックンがゴール役になる。ほかのコートのバスケットよりシュートを成功させやすいが、口を閉じている場合はゴールさせることができない。互いがなかなかゴールしないと昼寝を始める。バレーボールはトーナメント：フラワーカップのデイジー（テニスウェア）獲得戦のみプレイできる。ボスパックンはいるが何もしてこないギミックなしのコートとなっている。
ワリオファクトリー（全種目）
ベルトコンベアのある工場のステージ。コート上の矢印のマークを踏むと、相手側のコンベアの動きが変わる。バスケットボール、ホッケーではコートを横断するコンベアから宝箱や爆弾などが流れてくる。
ジュニアストリート（バスケットボール、バレーボール、ホッケー）
摩天楼の中腹にあるプールに囲まれたゴージャスなステージ。コートは液晶で出来ている。バスケットボール、ホッケーではコート上に現れるマークの上から得点を決めるとマークの数字に従って大量の得点が入るが、逆に得点を減らすマークも存在するが、一面が虹色になる時があり、この時はどこからゴールしても10倍の点数を獲得できる（得点は通常の得点+コインの枚数+マスの数字（マスが倍増の場合の得点は（通常の得点+コインの枚数）×マスの数字））。バレーボールではスパイクを決めた地点が発光し、ビンゴの要領でそろえると得点が多く入り、全て発光させるとそのセットは点数に関係なく、そろえた側の勝利となる（点数表ではクッパJr.の顔が表記される）。但し斜めはカウントしない。
クッパキャッスル（全種目）
クッパ城内部、マグマの上に吊るされた鉄板のステージ。バブルが出現し、触れてしまうとお尻に火がつき、一定時間走ることしか出来なくなってしまう。ドッジボールとバレーボールではそのセット内で勝っている側が常に不利になるようにコートが変化する。
ワルイージピンボール（ドッジボール、バレーボール、ホッケー）
巨大なピンボール型のステージ。ワルイージメカが大きな鉄球を吐き出し、プレイの障害となる。
ゴーストシップ（全種目）
海の上の幽霊船のステージ。船が揺れることで横から滑ってくる木箱を壊すと障害物としてカロンが現れる。
テーブルウエスタン（全種目）
トロッコのターンテーブルのあるステージ。時折トロッコが現れ、乗組員のヘイホーが積み荷のバナナやコインを大量にばら撒く。バレーボールではボールがトロッコに当たると相手にブロックされたものとなり、レシーブ数がリセットされる。他の種目ではコートを縦に横切るため、轢かれて一定時間動けなくなることがある。
スターシップ（全種目）
空を飛ぶ飛空艇のステージ。エキシビジョンでは地球上空の戦いとなり、クリスタルが大量に降ってくる。このクリスタルはコインを同じ役割を果たす。トーナメントモードでは宇宙の星々を巡っており、こちらではギミックは一切ない。

## アイテム
ゲーム中に出現するハテナパネルを踏むと入手できる。
コイン
- コインを入手した状態で得点を入れる／相手にボールをぶつける（ドッジ）と、所持しているコインの分だけボーナスが入る。最大10枚まで保持できる。攻撃アイテムと接触するとコインを落としてしまう。落としたコインは、消えるまで誰でも回収することができる。

ミドリこうら
- ボール／パック非所持時：向いている方向にミドリこうらを投げつける。ぶつかったプレイヤーは転び、所持コインの半分を落としてしまう。ぶつかったプレイヤーがボール／パックを持っていた場合はそれらも落としてしまう。壁にぶつかると反射する。
- ボール／パック所持時：非常に弾速が速いシュート／スパイク／アタックを放つ。接触すると吹き飛ばされてしまう。バスケットボールでは必中のシュートになる。

アカこうら
- ボール／パック非所持時：敵プレイヤーめがけてアカこうらを投げつける。ぶつかったプレイヤーは転び、所持コインの半分を落としてしまう。ぶつかったプレイヤーがボール／パックを持っていた場合はそれらも落としてしまう。壁にぶつかると消滅する。
- ボール／パック所持時：非常に弾速が速く曲がるシュート／スパイク／アタックを放つ。接触すると吹き飛ばされてしまう。バスケットボールでは必中のシュートになる。

バナナ
- ボール／パック非所持時：向いている方向にバナナを設置する。接触したプレイヤーは転び、所持コインの半分を落としてしまう。接触したプレイヤーがボール／パックを持っていた場合はそれらも落としてしまう。一定時間で消滅する。
- ボール／パック所持時：緩やかに曲がるシュート／スパイク／アタックを放つ。接触すると転んでしまう。バスケットボールでは必中のシュートになる。

マメキノコ
- ボール／パック非所持時：向いている方向にマメキノコを設置する。接触したプレイヤーは一定時間小さくなり、大半のアクションが使えなくなるほか、ボール／パックを所持できなくなる。
- ボール／パック所持時：そこそこ弾速の速いシュート／スパイク／アタックを放つ。接触すると小さくなってしまう。バスケットボールでは、ボールがゴール上でバウンドし、直接ゴールしない（バウンド中にダンクシュートをしないとゴールにならない）が、稀にバウンド中にゴールすることがある。

ボムへい
- ボール／パック非所持時：向いている方向にボムへいを投げる。着弾すると爆発し、爆発に巻き込まれたプレイヤー全てを一定時間気絶状態にさせるほか、所持コインを全て落とす。
- ボール／パック所持時：非常に弾速の遅いシュート／スパイク／アタックを放つ。接触すると爆発し、気絶状態にさせる。バスケットボールでは高確率でゴールから外れるシュートになる。

スター
- 取得した瞬間から一定時間味方プレイヤー全員が虹色に輝く無敵状態になる。この状態の間はプレイヤーの速度が上がり、接触系のギミックを無効化、接触した相手プレイヤーを吹き飛ばす。非常に強力なシュート／スパイク／アタックを放ち、バスケットボールでは必中のシュートになる。

## パーティーゲーム
ハラペコボスパックン
上空から出現するフルーツをキャッチし、ボスパックンにシュートして食べさせる。食べさせたフルーツによって得点が入り、もっとも得点の高いプレイヤーの勝利。ハードモードではフルーツが大量に出現する等、上級者向けの内容となる。
- ハラペコガーデン／ペコペコガーデン
- ハラペコクルーズ／ペコペコクルーズ
- ハラペコファクトリー／ペコペコファクトリー

リズムレシーブ
各プレイヤーに相当する色のボールをレシーブすると音が鳴り、メロディを完成させていく協力ゲーム。規定得点以上の得点でクリア。バナナや鉄球にあたると得点が減る。各ステージ三種類の難易度（キノコ／フラワー／スター）が用意されている。
- クラシックオーシャン／ゲソプクオーシャン／パンキーオーシャン：ゲソプクオーシャンは『マリオバスケ 3on3』の同名ステージのアレンジ、それ以外は水中BGM（スーパーマリオブラザーズ）と水中BGM（スーパーマリオブラザーズ3）のアレンジ
- リズム・de・チョコボ／ポップ・de・チョコボ／ビート・de・チョコボ：チョコボのテーマ（ファイナルファンタジーII他）のアレンジ
- マリオアスレチック／パンクアスレチック／サンバアスレチック：アスレチックBGM（スーパーマリオワールド）のアレンジ
- キノコミックスメドレー／フラワーミックスメドレー／スターミックスメドレー：上記三曲のメドレー

ドッジ オア ダイ
周囲に設置された大砲から飛んでくるボムへいを避けて、残ったライフが多いプレイヤーが勝利となる。ハードモードではボムへいの射出頻度が上がるほか、弩級サイズのボムへいやロックオン機能を備えたボムへいも射出されるようになる。
ボムヘいの大きさは、小さいボムへい〜すごく大きなボムへいです。
- パニックコート／サバイバルコート
- ゴーストデッキ／ホラーデッキ
- くるりんレールロード／ぐるぐるレールロード

スマッシュスケート
スティックで相手プレイヤーをスマッシュして、ステージから落とし合う。落とすと得点となり、終了時に一番得点の高いプレイヤーの勝利となる。ハードモードではギミックも登場する。
- スリップフロート／フローズンフロート
- ドーナッツボート／アドベンチャーボート
- コロナマウンテン／ファイアマウンテン